# Eublemma minutata
Eublemma minutata (strobloemuiltje) is een vlinder van de familie van de spinneruilen (Erebidae). De wetenschappelijke naam van deze soort is voor het eerst voorgesteld als Phalaena minutata door Johan Christian Fabricius in een publicatie uit 1794.

## Verspreiding
De soort komt voor in een groot deel van Europa waaronder Noorwegen, Zweden, Finland, het Verenigd Koninkrijk (met uitzondering van Noord-Ierland), Denemarken, België, Duitsland, Polen, de Baltische Staten, Wit-Rusland, Europees Rusland, Tsjechië, Slowakije, Oekraïne, Zwitserland, Oostenrijk, Spanje, Corsica, Italië, Hongarije, Servië, Roemenië, Albanië, Bulgarije. Verder komt deze soort voor in Turkije, Iran, Kirgizië en Saudi-Arabië.

### Voorkomen in Nederland en België
In Nederland komt het strobloemuiltje niet voor, in België is het een zeer zeldzame dwaalgast.

## Waardplanten
De rups leeft op Helichrysum arenarium, Antennaria en Gnaphalium (Asteraceae).